# Situngkir
Situngkir is een bestuurslaag in het regentschap Samosir van de provincie Noord-Sumatra, Indonesië. Situngkir telt 369 inwoners (volkstelling 2010).